# 梅西积

梅西积是三不互扣环现象的代数推广。

代数拓扑中，梅西积（Massey product）是(Massey 1958)引入的一种高阶上同调运算，推广了上积。梅西积由美国代数拓扑学家William S. Massey提出。

## 梅西三元积
令{\displaystyle a,\ b,\ c}为微分分次代数{\displaystyle \Gamma }的上同调代数{\displaystyle H^{*}(\Gamma )}的元素。若{\displaystyle ab=bc=0}，则梅西积{\displaystyle \langle a,b,c\rangle }是{\displaystyle H^{n}(\Gamma )}的子集，其中{\displaystyle n=\deg(a)+\deg(b)+\deg(c)-1}。
梅西积是通过代数手段定义的：将元素{\displaystyle a,\ b,\ c}提升到{\displaystyle \Gamma }的元素{\displaystyle u,\ v,\ w}的等价类，取这些元素的梅西积，然后向下推到上同调。这可能产生定义明确的上同调类，也可能不确定。
定义{\displaystyle {\bar {u}}}为{\displaystyle (-1)^{\deg(u)+1}u}。{\displaystyle \Gamma }中元素u的上同调类可表为{\displaystyle [u]}。3个上同调类的梅西三元积定义为
{\displaystyle \langle [u],[v],[w]\rangle =\{[{\bar {s}}w+{\bar {u}}t]\mid ds={\bar {u}}v,dt={\bar {v}}w\}.}
3个上同调类的梅西积不是{\displaystyle H^{*}(\Gamma )}的元素，而是{\displaystyle H^{*}(\Gamma )}元素的集合，可能是空的也可能包含多个元素。若{\displaystyle u,v,w}分别有{\displaystyle i,\ j,\ k}的度数，则梅西积的度数为{\displaystyle i+j+k-1}，其中的{\displaystyle -1}来自微分{\displaystyle {\rm {d}}}。
若积{\displaystyle uv}、{\displaystyle vw}都是精确的，则梅西积非空，这时其所有元素都在商群
{\displaystyle \displaystyle H^{*}(\Gamma )/([u]H^{*}(\Gamma )+H^{*}(\Gamma )[w]).}
的同一个元素中。因此，梅西积可看做定义在类三元组上的函数，其中的类在上述商群中取值，使得前两个类或后两个类之积为零。
更通俗地说，若两逐对积{\displaystyle [u][v]}、{\displaystyle [v][w]}都在同调中为零（{\displaystyle [u][v]=[v][w]=0}），即对某链s、t有{\displaystyle uv=ds}、{\displaystyle vw=dt}，则三元积{\displaystyle [u][v][w]}“为零有两个原因”：是{\displaystyle sw}、{\displaystyle ut}的边界（由于{\displaystyle d(sw)=ds\cdot w+s\cdot dw,}且{\displaystyle [dw]=0}因为同调的元素是循环）。有界循环s、t有不确定性，在移动到同调时变为零；又因为{\displaystyle sw}、{\displaystyle ut}有相同边界，将它们相减（符号约定是为正确处理分次）会得到上循环（差值的边界变为零），这样就得到了良定义的同调元素——这一步类似于用n维映射/链的空同伦/空同调的不确定性来定义第{\displaystyle n+1}个同伦/同调群。
从几何学角度来看，在流形的奇异上同调中，可按庞加莱对偶用有界流形与交来解释积：与上循环对偶的是循环，常表为无界闭流形；与积对偶的是交；与有界积相减对偶的是将两有界流形沿边界粘合，得到闭流形，表示梅西积的同调类对偶。实际上，流形同调类不总能用流形表示，因为循环可能有奇点，但这时对偶图是正常的。

## 高阶梅西积
更一般地说，{\displaystyle H^{*}(\Gamma )}的n个元素的n元梅西积{\displaystyle \langle a_{1,1},a_{2,2},\ldots ,a_{n,n}\rangle }定义为如下形式的元素之集
{\displaystyle {\bar {a}}_{1,1}a_{2,n}+{\bar {a}}_{1,2}a_{3,n}+\cdots +{\bar {a}}_{1,n-1}a_{n,n}}
对方程
{\displaystyle da_{i,j}={\bar {a}}_{i,i}a_{i+1,j}+{\bar {a}}_{i,i+1}a_{i+2,j}+\cdots +{\bar {a}}_{i,j-1}a_{j,j}},
的所有解，其中{\displaystyle 1\leq i\leq j\leq n}、{\displaystyle (i,j)\neq (1,n)}，{\displaystyle {\bar {u}}}表示{\displaystyle (-1)^{\deg(u)}u}。
高阶梅西积{\displaystyle \langle a_{1,1},a_{2,2},\ldots ,a_{n,n}\rangle }可看作是在所有{\displaystyle 1\leq i\leq j\leq n}的情形下求解后一个方程组的障碍，从这个意义上说，当且仅当这些方程可解时，包含了0上同调类。这样的n元梅西积是{\displaystyle n-1}阶上同调运算，即要使它费用，很多低阶梅西运算必须包含0，且其代表的上同调类都通过涉及低阶运算的项来区分。2元梅西积是通常的上积，是一阶上同调运算；3元梅西积是二阶上同调运算。
J. Peter May （1969）描述了进一步的推广，称作矩阵梅西积，可描述艾伦伯格–摩尔谱序列的微分。

## 应用

三不互扣环的补有非平凡梅西积。

三不互扣环的补给出了一个三元梅西积有定义且非零的例子。注意补的上同调可用亚历山大对偶性计算，若u、v、w是与3环对偶的1上链，则任意两者之积都是相应环绕数的倍数，因此为零，而三元梅西积都不为零，表明三不互扣环是相连的。代数反映几何：这些环两两不连接，对应二元梅西积为零；而总体上是连接的，对应三元梅西积不为零。

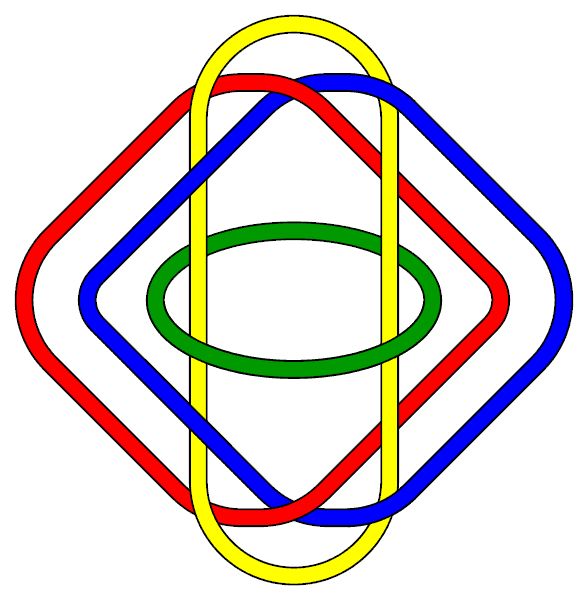
非平凡布伦尼环，对应不为零的梅西积

更一般地，使任意{\displaystyle (n-1)}个子链不相连，而整体的n元链非平凡地链接的n元布伦尼环对应n元梅西积，{\displaystyle (n-1)}元子链不连接，对应{\displaystyle (n-1)}元梅西积为零，n元链对应n元梅西积不为零。
Uehara & Massey (1957)用梅西三元积证明，怀特海积满足雅可比恒等式。
计算扭曲K理论时，高阶梅西积作为阿蒂亚–希策布鲁赫谱序列（AHSS）出现。Atiyah & Segal (2006)证明，若H是扭曲3类，AHSS中作用在x类上的高阶微分{\displaystyle d_{2p+1}\ }由p份H与1份x的梅西积给出。
若流形是形式流形（formal manifold）（丹尼斯·苏利文定义），则空间上所有梅西积都为零；因此，证明给定流形不形式的一种策略是找到非平凡梅西积。当中“形式流形”从其德拉姆复形的有限维“最小模型”中推断得流形有理同伦类。Deligne et al. (1975)证明，紧凯勒流形是形式流形。
Salvatore & Longoni (2005)用梅西积证明，透镜空间两点的构型空间的同伦类非平凡地决定了透镜空间的简单同伦等价类。